# Regió de Ñuble
La regió de Ñuble és una de les 16 regions de Xile. Limita al nord amb la regió del Maule, al sud amb la regió del Biobío, a l'est amb l'Argentina i a l'oest amb l'oceà Pacífic.
La seva capital és la ciutat de Chillán.

## Administració
La regió està formada per tres províncies i 21 municipis:
| Divisió politicoadministrativa de la regió de Ñuble | Divisió politicoadministrativa de la regió de Ñuble |                           |
| --- | --------------------------------------------------- | ------------------------- |
| \| Província \| Capital \| Comuna \| \| ---------------------- \| ---------- \| ------------------------- \| \| Província d'Itata \| Quirihue \| 1 Cobquecura \| \| Província d'Itata \| Quirihue \| 2 Coelemu \| \| Província d'Itata \| Quirihue \| 3 Ninhue \| \| Província d'Itata \| Quirihue \| 4 Portezuelo \| \| Província d'Itata \| Quirihue \| 5 Quirihue \| \| Província d'Itata \| Quirihue \| 6 Ránquil \| \| Província d'Itata \| Quirihue \| 7 Treguaco \| \| Província de Diguillín \| Chillán \| 8 Bulnes \| \| Província de Diguillín \| Chillán \| 9 Chillán \| \| Província de Diguillín \| Chillán \| 10 Chillán Viejo \| \| Província de Diguillín \| Chillán \| 11 El Carmen \| \| Província de Diguillín \| Chillán \| 12 Pemuco \| \| Província de Diguillín \| Chillán \| 13 San Ignacio \| \| Província de Diguillín \| Chillán \| 14 Yungay \| \| Província de Punilla \| San Carlos \| 15 Coihueco \| \| Província de Punilla \| San Carlos \| 16 Ñiquén \| \| Província de Punilla \| San Carlos \| 17 San Carlos \| \| Província de Punilla \| San Carlos \| 18 San Fabián \| \| Província de Punilla \| San Carlos \| 19 San Nicolás \| \| Província de Punilla \| San Carlos \| 20 Quillón \| \| Província de Punilla \| San Carlos \| 21 San Gregorio de Ñiquén \| | Municipis de la regió                               |                           |
| Província | Capital                                             | Comuna                    |
| Província d'Itata | Quirihue                                            | 1 Cobquecura              |
| Província d'Itata | Quirihue                                            | 2 Coelemu                 |
| Província d'Itata | Quirihue                                            | 3 Ninhue                  |
| Província d'Itata | Quirihue                                            | 4 Portezuelo              |
| Província d'Itata | Quirihue                                            | 5 Quirihue                |
| Província d'Itata | Quirihue                                            | 6 Ránquil                 |
| Província d'Itata | Quirihue                                            | 7 Treguaco                |
| Província de Diguillín | Chillán                                             | 8 Bulnes                  |
| Província de Diguillín | Chillán                                             | 9 Chillán                 |
| Província de Diguillín | Chillán                                             | 10 Chillán Viejo          |
| Província de Diguillín | Chillán                                             | 11 El Carmen              |
| Província de Diguillín | Chillán                                             | 12 Pemuco                 |
| Província de Diguillín | Chillán                                             | 13 San Ignacio            |
| Província de Diguillín | Chillán                                             | 14 Yungay                 |
| Província de Punilla | San Carlos                                          | 15 Coihueco               |
| Província de Punilla | San Carlos                                          | 16 Ñiquén                 |
| Província de Punilla | San Carlos                                          | 17 San Carlos             |
| Província de Punilla | San Carlos                                          | 18 San Fabián             |
| Província de Punilla | San Carlos                                          | 19 San Nicolás            |
| Província de Punilla | San Carlos                                          | 20 Quillón                |
| Província de Punilla | San Carlos                                          | 21 San Gregorio de Ñiquén |